# Tilopteridaceae
Famille
Les Tilopteridaceae sont une famille d’algues brunes de l’ordre des Tilopteridales. 

## Étymologie
Le nom vient du genre type Tilopteris, composé du préfixe til-, et du mot grec πτέρης / pteris, « aile, fougère ». Le préfixe til- peut faire référence au genre Tilia (le tilleul). Wuitners évoque un autre arbre pour décrire l'espèce Tilopteris mertensii : « cette algue (a) des rameaux étalés comme les barbes d'une plume, rappelant le port de l'Araucaria ». Mais til- peut aussi signifier « épiler, plumer », de sorte que le nom pourrait aussi suggérer que cette algue ressemble à une « aile déplumée ».

## Liste des genres
Selon AlgaeBase (25 août 2017) et ITIS (25 août 2017) :
- Haplospora Kjellman
- Tilopteris Kützing

Selon World Register of Marine Species (25 août 2017) :
- Haplospora Kjellman, 1872
- Krobylopteris P.Schmidt, 1942
- Tilopteris Kützing, 1849